# Albert Knapp
Albert Knapp (Tübingen, 1798. július 25. – Stuttgart, 1864. június 18.) német egyházi költő és állatvédő.

## Életútja
Saját költeményeiből is több füzetet adott ki, melyek széles körben elterjedtek, de különösen jó szolgálatot tett az általa 1833-53-ban kiadott Christoterpe című almanachszerű művével, melyben számos kiváló egyházi költeményt és becses életrajzokat közöl; kedvezően fogadták Evangelische Liederschatz für Kirche u. Haus (2. kiad. Stuttgart 1850) címü művét. Stuttgartban hunyt el, ahol evangélikus lelkész volt. 
Három felesége volt:
- 1828-tól Christiane von Beulwitz († 1835)
- 1836-tól Emilie Osiander özvegy († 1849)
- 1850-től Minette Lerche († 1897).

## Forrás
- Knapp. In  A Pallas nagy lexikona. Szerk. Bokor József. Budapest: Arcanum – FolioNET. 1998.  ISBN 963 85923 2 X